# José Vilardebó Picurena
José Vilardebó Picurena (Barcelona, España) nació el 11 de noviembre de 1902 y fue un destacado jugador de ajedrez español pues fue campeón social en los años 1932, 1934, 1936, 1937, 1938, 1939, 1942, 1946, 1947 y 1948.

## Resultados destacados en competición
Fue tres veces Campeón de Cataluña de ajedrez, en el año 1926 superando al jugador Plácido Soler, en el año 1928 aventajando también al jugador Ángel Ribera Arnal y en el año 1935 superando al jugador Dr. Vallvé. Resultó una vez subcampeón en el año 1923, por detrás de Luis G. Cortes.
Fue el primer Campeón oficial de Cataluña, ya que ese año de 1926 fue el primero celebrado después de la fundación de la Federación Catalana de Ajedrez y organizado por esta.
Participó representando a España en dos Olimpíadas de ajedrez, la de 1927 en Londres y la de 1931 en Praga.